# سال اعتدالی
سال اعتدالی، سال شمسی یا سال خورشیدی اعتدالی فاصله زمانی دو عبور متوالی خورشید از نقطه اعتدال بهاری است که مبنای گاه‌شماری خورشیدی قرار می‌گیرد. سال اعتدالی به دو صورت سال اعتدالی متغیر (حقیقی) و سال اعتدالی متوسط (میانگین) می‌باشد. زمان هر سال اعتدالی به‌علت برخی تأثیرات نجومی متغیر است (سال اعتدالی متغیر) که مبنای آغاز سال در گاه‌شماری هجری خورشیدی و میانگین آن (سال اعتدالی متوسط یا میانگین)، مبنای واحد سال تقویمی در همه گاه‌شماری‌های خورشیدی است.

## سال اعتدالی متغیر
زمان سال اعتدالی به‌علت برخی تأثیرات نجومی از جمله جاذبه ماه، تغییر سرعت دورانی زمین (تقدیم محوری)، تقویم اعتدالین و حرکت حضیض دوران زمین، در هر سال متغیر است که سال اعتدالی متغیر یا حقیقی نام دارد که با محاسبه نسبتاً پیچیده‌تری بدست می‌آید و مبنای آغاز هر سال در گاه‌شماری هجری خورشیدی است که در درازمدت میانگین آن (یعنی سال اعتدالی متوسط یا میانگین)، مبنای واحد سال تقویمی در همه گاه‌شماری‌های خورشیدی است. حداکثر اختلاف سال اعتدالی متغیر با متوسط آن حدود ۲۰ دقیقه می‌باشد.

## سال اعتدالی متوسط
سال اعتدالی متوسط یا میانگین که میانگین زمانی سال اعتدالی متغیر و مبنای واحد سال در گاه‌شماری‌های خورشیدی است براساس مقیاس بین‌المللی صفر ژانویه ۱۹۰۰ میلادی، ۳۶۵٫۲۴۲۱۹۸۷۸ روز (۳۶۵ روز و ۵ ساعت و ۴۸ دقیقه و ۴۵٬۹۷۵۴۵۶ثانیه) است. متوسط سال اعتدالی، سالانه معادل ۰٫۰۰۰۰۰۰۰۶۱۴ شبانه‌روز یا ۰٫۰۰۵۳۰۴۹۶ ثانیه (هر قرن ۰٫۵۳۰۴۹۶ ثانیه) کاهش می‌یابد. با توجه به این کاهش در سال ۲۰۰۰ میلادی، سال اعتدالی متوسط ۳۶۵٫۲۴۲۱۹۲۶۵ روز (۳۶۵ روز و ۵ ساعت و ۴۸دقیقه و ۴۵٫۴۴ ثانیه) بوده و در آغاز سال ۲۰۲۰ میلادی ۳۶۵٫۲۴۲۱۹۱۴۲ روز (۳۶۵ روز و ۵ ساعت و ۴۸ دقیقه و ۴۵٫۳۴ ثانیه) است.
به‌طور معمول سال خورشیدی تقویمی یا قراردادی، به صورت ۳۶۵ روز در قالب ۱۲ ماه تشکیل شده است که برای تعدیل کسر روز آن معمولاً هر چهار و به‌ندرت پنج سال یکبار به صورت ۳۶۶ روز کبیسه در نظر گرفته می‌شود.
محاسبه با دقت بالای سال خورشیدی اعتدالی، اولین بار توسط گروهی ریاضیدان و اخترشناس که نامدارترینشان حکیم عمر خیام نیشابوری ریاضیدان و شاعر ایرانی در طراحی و اصلاح تقویم ایرانی مرسوم به جلالی به سفارش ملکشاه سلجوقی برای تعیین اعتدال بهاری جهت محاسبه نوروز در گاه‌شماری جلالی، دقیق‌ترین گاهشماری جهان و در پی آن توسط دانشمندان بعدی از جمله خواجه نصیرالدین طوسی انجام شد.

## تفاضل سال اعتدالی با نجومی
سال اعتدالی بر اساس دو بار عبور زمین از نقطه اعتدال بهاری بر دایره انتقالی خود است و از یک دوران انتقالی زمین بر یک دایره هندسی کامل نسبت به ستارگان اندکی عقبتر است از اینرو نسبت به سال نجومی که بر اساس دوران انتقالی زمین بر دایره هندسی کامل نسبت به ستارگان است ۲۰ دقیقه کوتاهتر است. از اینرو در هر سال زمینه ستارگان ثابت نسبت به یکروز مشخص سال اعتدالی یا تقویمی در حال اندکی تغییر است. این تفاضل طی ۲هزار سال موجب جابجایی صورت‌های فلکی تا ۳۰ درجه قوسی شده است؛ مثلاً نقطه اعتدال بهاری که ۲هزار سال پیش در صورت فلکی حمل (بره) بوده، امروزه در صورت فلکی حوت (ماهی) به عقب کشیده شده است.

## سال اعتدالی و تقویمی
واحد سال در گاهشماری‌های خورشیدی مانند هجری خورشیدی و میلادی، سال خورشیدی اعتدالی متوسط یا میانگین می‌باشد. اما در گاه‌شماری هجری خورشیدی علاوه بر آن نوروز آغاز هر سال بر اساس سال خورشیدی متغیر یا حقیقی و موقعیت واقعی خورشید در آن سال در حال قرار گرفتن در نقطه اعتدال است.
بر اساس سال اعتدالی در تقسیم‌بندی تقویم ایرانی، یک سال خورشیدی قراردادی؛ ۳۶۵ روز و در هر ۴ و به ندرت ۵ سال کبیسه ۳۶۶ روز، دارای ۴ فصل با نام‌های بهار، تابستان، پاییز، و زمستان است و هر فصل ۳ ماه دارد. هر ماه در نیمه اول سال ۳۱ روزه و در نیمه دوم سال ۳۰ روزه می‌باشد که ماه آخر، در سال‌های عادی غیرکبیسه ۲۹ روزه است. هر ماه آن تقریباً ۴ هفته و هر هفته ۷ روز متوالی، با نام‌های شنبه، یکشنبه، دوشنبه، سه‌شنبه، چهارشنبه، پنجشنبه و جمعه (آدینه) دارد.
هر سال با ۱ فروردین و اعتدال بهاری آغاز می‌شود. بلندترین روز سال در ۱ تیر و بلندترین شب سال در شب یلدا (از غروب ۳۰ آذر تا طلوع آفتاب در ۱ دی) رخ می‌دهد.